# Rezerwat przyrody Brzęczek
Rezerwat przyrody Brzęczek – leśny rezerwat przyrody (założony w 1983 roku o powierzchni 25,49 ha) na obszarze Pojezierza Starogardzkiego, położony na terenie gmin Liniewo i Skarszewy.
Celem ochrony w rezerwacie jest zabezpieczenie rozwoju wszystkich składników ekosystemu, prowadzącego do odtworzenia ich naturalnej struktury wiekowej, warstwowej i gatunkowej oraz do ukształtowania się naturalnego, przestrzennego układu zbiorowisk, odpowiadającemu zmienności warunków siedliskowych.
Przeważającą część rezerwatu stanowi zbocze ciągnące się wzdłuż zachodniego brzegu jeziora Jastrzębce (też: jezioro Brzęczek). Najwyższe wzniesienia mierzą około 150 m n.p.m., czyli około 30 m ponad lustro wody w jeziorze. Południowa część rezerwatu to wąska smuga o szerokości do 75 m, ciągnąca się wzdłuż drobnego cieku wodnego, wypływającego z jeziora Jastrzębce i wpadającego do następnego jeziora Staruch, przylegająca po stronie zachodniej do użytków rolnych. Występują tu zbiorowiska buczyny pomorskiej z dużymi fragmentami 170-letniego starodrzewu bukowego. W rezerwacie znajdują się również stanowiska roślin chronionych: gwiazdnicy wielkokwiatowej, zawilca gajowego i bluszczu.
Najbliższe miejscowości to Głodowo i Pogódki.